# 淮北市博物馆
淮北市博物馆是安徽省淮北市一座以收藏历史文物、汉文化、运河文化为主要内容的地方综合性博物馆。1976年建馆。
目前是国家一级博物馆，中国华侨国际文化交流基地、大运河古陶瓷研究基地、安徽省爱国主义教育基地、安徽省社科知识普及教育基地、全省民族团结进步教育基地、安徽省国防教育基地。

## 历史
1973年，淮北市人民政府投资维修显通寺。1976年，辟为淮北市博物馆。郭沫若题写馆名。1989年，显通寺列为安徽省文物保护单位。1999年，在濉溪县发现柳孜运河遗址。日后，成为博物馆的主要相关。
2001年8月，开始建设淮北市博物馆新馆，由齐康主持设计。2004年9月，新馆开馆。2009年，为推进大运河保护和申遗工作，加挂“隋唐大运河博物馆”馆名，由罗哲文题写馆名。

## 新馆
淮北市博物馆新馆占地40余亩，建筑面积10670方米。建筑主题是淮北市的煤文化与隋唐运河文化。馆藏文物一万余件，其中，国家一级文物17件（套），而70%以上的馆藏文物来自柳孜运河遗址。
新馆陈列面积约为五千平方米，共设八个固定展厅和两个临时展厅，固定展厅分别是：隋唐瓷器厅、汉画像石厅、十二大名人厅、运河遗韵厅、宋代瓷器厅、书画厅规划厅、古相贵珍厅。隋唐瓷器厅、运河遗韵厅、宋代瓷器厅三个展厅与柳孜运河遗址出土的文物相关，其中，运河遗韵展厅是柳孜运河遗址的复原。